# Arthroleptis nyungwensis
Arthroleptis nyungwensis — вид жаб родини жаб-верескунів (Arthroleptidae). Описаний у 2023 році.

## Поширення
Ендемік Руанди. Поширений в національному парку Н'юнгве і лісі К'ямудонго на півдні країни. Мешкає в листяній підстилці гірських лісів на висоті між 1800 і 2200 м над рівнем моря.

## Опис
Тіло завдовжки 16,0–16,5 мм. Верхня частина тіла коричнева, з невеликими бородавками. Черевне забарвлення від червонуватого до оранжевого з двома злегка увігнутими поздовжніми жовтими смугами та білими крапками.

## Етимологія
Вид названий на честь лісу Н'юнгве на півдні Руанди.